# Corporación autónoma regional de La Guajira
La Corporación Autónoma Regional de La Guajira, en su ácronimo Corpoguajira, es una entidad pública del gobierno colombiano con plena autonomía, encargada de la administración pública de los recursos ambientales y su protección en su jurisdicción comprendida en el departamento de La Guajira, exceptuando el Parque nacional natural Sierra Nevada de Santa Marta.
La entidad está encargada de administrar públicamente los parques y áreas forestales de La Guajira, lo que no se debe confundir con la administración propia de los parques:
- Santuario de fauna y flora los Flamencos
- Parque nacional natural Macuira
- Reserva forestal Montes de Oca

Asimismo realiza proyectos en contra de la desertización; y la restauración de los suelos por medio de la reforestación. También vigilancia del tráfico de especies exóticas en el mencionado departamento. Sus recursos financieros provienen de las regalías por concepto de explotación de hidrocarburos en La Guajira (carbón y gas natural) que en 2010 tuvo el valor de 18 128 072 175 pesos colombianos girados por la Agencia Nacional de Hidrocarburos, Ingeominas y el Ministerio de Minas y Energía.